# Carol Williams (organiste)
Carol Anne (Carol) Williams (Wales, 2 februari 1962) is een van origine Welshe internationale concertorganist, dirigent en componist, die lange tijd woonde en werkte in de Verenigde Staten. In 2024 emigreerde zij naar het Verenigd Koninkrijk, c.q. Engeland. Tijdens haar optredens spreidt zij een mix van elegantie en charismatische humor over haar publiek, dat haar daardoor in Amerika de bijnaam America’s Sweethaert Organist bezorgde.

## Biografie
Williams komt uit een muzikale familie en kreeg op vijfjarige leeftijd privélessen en kon reeds muziek lezen voordat ze Engels las. Haar vormende  opleiding begon met vijf jaar studie aan de Royal Academy of Music, waar ze zich specialiseerde in het pijporgel en optrad als een student van David Sanger. Ze behaalde het prestigieuze Recital Diploma van de Academie, samen met de LRAM (Licentiate of the Royal Academy of Music) voor zowel pijporgel als piano. Ze kreeg alle belangrijke prijzen voor orgeluitvoeringen en tijdens haar studie werd ze fellow van het Royal College of Organists en fellow van Trinity College London, evenals medewerker van het Royal College of Music.
Zij kreeg op latere leeftijd onder meer les van Daniel Roth, de organiste titulaire van Église Saint-Sulpice in Parijs.
Williams verhuisde naar de Verenigde Staten en volgde een postdoctorale studie aan de Yale-universiteit onder leiding van Thomas Murray. Ze werd benoemd tot University Chapel Organist en ontving een Artist Diploma (AD) samen met de Charles Ives Prize voor uitstekende prestaties. Daarna verhuisde ze naar New York, waar ze adjunct-organist werd in de Kathedraal van de Incarnatie in Long Island's Garden City. Ze ondernam een doctoraalstudie bij McNeil Robinson aan de Manhattan School of Music, waar ze de Helen Cohn-prijs ontving voor haar Doctor of Musical Arts (D.M.A.) graad.
Zij behaalde in de VS diverse graden in de musicologie: D.M.A. (doctor of musical arts), ARAM (Associate of the Royal Academy of Music), FRCO (Fellow of the Royal College of Organists), FTCL (Fellow of Trinity College London), ARCM (Artist Royal Conservatory of Music) en voert de doctor-titel Dr. voor haar naam.

## Werk
Haar optredens omvatten niet alleen klassieke orgelwerken, maar ook moderne muziek en eigen composities. Zij treedt op met haar eigen band, en heeft een speciaal pijporgel buiten in het Bilboapark in San Diego, het Spreckles organ.

Ze diende vanaf oktober 2001 als Civic Organist voor de stad San Diego (Californië) en legde in oktober 2016 deze functie neer. Zij kreeg hierbij de titel van San Diego Civic Organist Emerita. Tegelijkertijd was zij artistiek directeur van de Spreckels Organ Society.

Sinds november 2016 woont Williams in Lynchburg (Virginia) en is ze benoemd tot Organist in Residence en koorleider bij de Saint Thomas Aquinas Catholic Church in Charlottesville, de parochiekerk van de Universiteit van Virginia. Ze is de gastvrouw van TourBus, een pijporgel documentaireserie, en haar YouTube-serie On The Bench with Dr. Carol.
Williams is verkozen tot Associate of the Royal Academy of Music (ARAM) als erkenning voor haar bijdrage aan de muziek. Ze is een regelmatige omroepster in het Verenigd Koninkrijk en in Amerika, en heeft gastoptreden gegeven bij een aantal toonaangevende orkesten, waaronder het BBC Concert Orchestra, San Diego Symphony Orchestra en het Beijing Symphony Orchestra. Ze voerde de inaugurele recitals uit op een nieuw geïnstalleerd Austin-orgel in de concertzaal van de Verboden Stad in Peking.
Williams is geïnterviewd in vele radioprogramma's, waarin ze haar 'diepe liefde' voor het pijporgel heeft beklemtoond, en ze is te zien in de nationale bewustzijnsvideo Pulling all the Stops toen ze werd gefilmd in een concert in de St. Thomas Church op Fifth Avenue in New York. Ze nam ook deel aan het Virgil Fox Memorial Concert dat in de herfst van 2000 werd gehouden in de Riverside Church in New York, en een opname van het evenement werd vrijgegeven.

## Instumenten
Behalve het pijporgel in concertzalen, kerken en kathedralen, bespeelt zij ook de piano, het theaterorgel, zoals een Wurlizer, en het Hammondorgel B3. Thuis heeft zij diverse elektronische orgels, zoals een Viscount Legend en als oefenorgel een Viscount Cantorum Trio.

## Internationale bekendheid
Williams heeft over de hele wereld opgetreden, waaronder in: Los Angeles ( Walt Disney Concert Hall); New York (Washington National Cathedral en St Patrick's Kathedraal); in Londen (Westminster Abbey en St Paul's Cathedral); Parijs (Église Saint-Sulpice en Notre-Dame).
Ze gaf ook talrijke orgelconcerten in Zweden, Finland, Estland, Monaco, Luxemburg, Nederland, Polen, Duitsland, Denemarken, Singapore, China en Rusland (Internationaal Centrum voor Muzikale Kunsten in Moskou. Grote Zaal).
Williams trekt regelmatig nieuw publiek naar het pijporgel met haar charismatische humor en programma's van grote genrediversiteit, waaronder samenwerkingen met verschillende jazz-, blues-, pop- en rockbands. Concertbezoekers hebben haar liveoptredens met het enthousiasme als van een 'rockster' ontvangen.

## Filantropie
Williams geeft ongeveer 20 uur gratis orgelconcerten per jaar om bewustzijn en fondsen te werven voor verschillende charitatieve instellingen.

## Eigen label
Onder het label Melcot Music van haar eigen opname- en productiemaatschappij brengt zij eigen opnamen uit op CD’s.

## Privé
Williams is gehuwd met Kerry Bell, die haar, samen met 'Mr. Dietrich' (haar hond) tijdens haar optredens vergezelt. Zij bezoekt regelmatig haar familie in Wales.

## Composities
Behalve haar optredens met werken van diverse klassieke en hedendaagse componisten, brengt zij ook eigen composities ten gehore. 
- TourBus (voor orgel en drums) - 2008
- Twilight (voor orgel), Opus 3 - 2013
- Major Something, Non Fat Latte! (voor orgel), Opus 4 - 2013
- Bonnie Eriskay (voor orgel en doedelzak) - 2013
- Suite For Organ. Opus 5 - 2014
- Daisy Violin (viool en orgel), Opus 6 - 2014
- Dragon's Dance (viool en orgel), Opus 7 - 2014
- Venus Toccata (voor orgel), Opus 9 - 2014
- Three Thoughts (voor piano), Opus 10 - 2014
- Freedom (voor orgel), Opus 12 - 2014
- Centennial Spreckels Fanfare (voor orgel), Opus 14 - 2014
- Tiger Lilly Waltz (voor orgel) - 2014
- Divine Song (voor orgel en zangstem), Opus 15 - 2015
- For Michael (voor piano), Opus 16 - 2015
- Dietrich's Dilemma! (voor orgel), Opus 17 - 2015
- Andromeda (voor orgel), Opus 19 - 2015
- Sophie's Game (voor orgel), - 2015
- Baker's Bash, (voor orgel), Opus 20
- The Sweet Briar (voor orgel), Opus 21
- Quick Fix Toccata (voor orgel), Opus 22
- Symphony of Time (voor orgel), Opus 23
- Prismatic (voor orgel), Opus 24
- Hommage a Vierne (voor orgel) - 2019
- Jesus, Keep Me Near the Cross (voor orgel) - 2019
- Sing Again! (voor piano, bas en zangstem) - 2021
- Lenten Mass For A Cantor (orgel en zangstem) - 2021
- Hommage à vierne (voor orgel) - Opus 26
- Cantabile (voor orgel) - Opus 27
- A Glass of Hope (voor piano) - Opus 28

## Discografie
- Rejoice with Dr. Carol MCTCD023
- Just Carol Compositions MCTCD022
- Carol's Christmas MCTCD021
- Carol Williams Plays – Volume 2, Madness! MCTCD020
- Carol Williams Plays MCTCD019
- Mainly French MCTCD018
- Hey Wurlitzer MCTCD016
- Maid in China MCTCD015
- Wurlitzer Plus! MCTCD014
- Orchestral! MCTCD013
- Tour de Force MCTCD012
- Classic Power: Popular Organ Music From Winchester Cathedral MCTCD011
- Just Rags MCTCD007
- Hammond Today MCTCD002
- Carol Williams' Collection
- Sunday at 2
- Blenheim Palace
- Oxford Town Hall

## Video's
Geproduceerd door Valentine Music:
- Blenheim Palace - Een muzikale tour OSV-507
- Orgel Vitrine OSV-508

Geproduceerd door Bell Video:
- TourBus 1 to the King of Instruments MCTDVD001
- TourBus 2 goes to Methuen MCTDVD002
- TourBus 3 goes to Spreckels MCTDVD003
- TourBus 4 goes to Paris MCTDVD004
- TourBus 5 goes to Luxembourg MCTDVD005
- TourBus 6 goes to Ocean Grove MCTDVD006
- TourBus 7 goes to Disney Hall MCTDVD007
- TourBus 8 goes Celtic MCTDVD008
- TourBus 9 First Congregational Church, Los Angeles MCTDVD009
- TourBus 10 goes to St. Paul's Cathedral San Diego MCTDVD010
- TourBus 11 goes to the Compenius Organ in Denmark MCTDVD011
- TourBus 12 goes to the Salomons' Welte Organ in England MCTDVD012
- TourBus 13 goes to the Peragallo Pipe Organ Company USA MCTDVD013